# (285) Regina
(285) Regina és un asteroide pertanyent al cinturó d'asteroides descobert el 3 d'agost de 1889 per Auguste Honoré Charlois des de l'observatori de Niça, França.
Es desconeix la raó del nom.